# Exacum microcarpum
Exacum microcarpum är en gentianaväxtart som beskrevs av J. Klackenberg. Exacum microcarpum ingår i släktet Exacum och familjen gentianaväxter. Inga underarter finns listade i Catalogue of Life.